# Cosmophasis albipes
Cosmophasis albipes là một loài nhện trong họ Salticidae.
Loài này thuộc chi Cosmophasis. Cosmophasis albipes được Lucien Berland & Millot miêu tả năm 1941.